# DXF
DXF (ang. Drawing Exchange Format) – rozszerzenie nazwy pliku służącego wymianie danych wektorowych.
Jest jednym z bardziej popularnych formatów wektorowych, w którym można zapisywać zarówno rysunki 2D, jak i zawierające elementy 3D. Specyfikacja tego formatu została opracowana przez firmę Autodesk i służyła początkowo głównie do wymiany danych pomiędzy programami AutoCAD i 3D Studio. Z czasem format ten rozpowszechnił się i zaczął być wykorzystywany przez inne firmy. Jego popularność związana jest z prostotą tworzenia plików w tym formacie i udostępnieniem jego pełnej dokumentacji. DXF jest plikiem tekstowym w formacie ASCII, dzięki czemu jego poprawny odczyt i zapis jest możliwy na każdej platformie sprzętowej i systemowej. Wadą takiego rozwiązania jest jednak stosunkowo duża wielkość pliku w porównaniu z jego binarnym odpowiednikiem DWG, jak również znacznie większy czas odczytu i zapisu pliku.
Wewnętrzna organizacja pliku DXF jest bardzo prosta. Składa się on z par linii, w których nieparzysta zawiera zawsze „kod” definiujący znaczenie „wartości”, występującej w kolejnej linii parzystej. „Kod” jest zawsze stringiem, który daje się zamienić na liczbę całkowitą. „Wartość” jest stringiem, którego znaczenie interpretuje się odpowiednio do poprzedzającego „kodu”.
Struktura typowego pliku DXF składa się z następujących sekcji:
HEADER
ogólna informacja na temat rysunku, mogą się w niej znaleźć dane takie jak np. nazwa programu, który zapisał ten plik (zawsze na zasadzie „kodu” o odpowiednim znaczeniu i następującej po nim „wartości”)
TABLES
sekcja zawierająca opis specjalnych elementów rysunku, które posiadają swoje nazwy i są zorganizowane w tablice: 
Linetype (LTYPE) table
tablica z definicjami typów linii
Layer table
tablica z definicjami warstw rysunku
Text style (STYLE) table
tablica z definicjami krojów pisma
View table
tablica z definicjami zapisanych ustawień widoków 3D
User Coordinate System (UCS) table
tablica z zapisanymi ustawieniami lokalnego układu współrzędnych
Viewport configuration (VPORT) table
tablica z ustawieniami okna rysunku (rzutni)
Drawing manager (DWGMGR) table
tablica zarezerwowana do wykorzystania w przyszłości
BLOCKS
definicje bloków rysunku, czyli elementów powtarzalnych złożonych z wielu elementów podstawowych
ENTITIES
najważniejsza sekcja pliku – opisuje kształt i właściwości wszystkich elementów podstawowych, z których składa się rysunek
END OF FILE
znacznik końca pliku
Powyższe elementy są charakterystyczne dla rysunków utworzonych przez programy firmy Autodesk. W plikach zapisanych przez aplikacje innych producentów często występuje jedynie sekcja ENTITIES, co jest w pełni dopuszczalne.
Pliki DXF zapisywane przez AutoCADa zawierają czasem dane w postaci zakodowanej. Dotyczy to opisu brył i powierzchni utworzonych w oparciu o system modelowania ACIS firmy Spatial, który jest częścią składową AutoCADa. Jest to wyraźny wyłom w dotychczasowej polityce „otwartości” formatu DXF, a jego skutkiem jest ograniczony dostęp do rysunku przez programy innych producentów.